# Americans for Tax Reform
Americans for Tax Reform (ATR) ist eine amerikanische Lobbygruppe, Interessenvertretung und ein Think Tank mit Sitz in Washington, dessen Ziel nach eigenen Angaben ein Steuersystem ist, das „einfacher, flacher und sichtbarer als das derzeitige Steuersystem“ sein soll.
ATR wurde 1985 aus dem Umfeld der Regierung Ronald Reagans gegründet. Mitgründer und Präsident ist der konservative Steueraktivist Grover Norquist. Ursprünglich bestand der Zweck der Initiative darin, eine Gesetzesinitiative von Präsident Reagan zur Senkung des Spitzensteuersatzes der Einkommensteuer zu unterstützen, allerdings mit mäßigem Erfolg. ATR gilt heute jedoch als eine der einflussreichsten Interessenvertretungen in den USA: Die deutsche Financial Times bezeichnet ATR-Präsident Norquist 2011 als „Obamas gefährlichsten Gegner“ in der Haushaltskrise 2011.

## Taxpayer Protection Pledge
Seit 1986 betreibt die Organisation eine Kampagne für den Taxpayer Protection Pledge (dt. etwa: Steuerzahler-Schutz-Eid), ein schriftliches Versprechen, in dem ein Abgeordneter oder ein Kandidat um das Amt eines Abgeordneten, sich verpflichtet, gegen Steuererhöhungen zu stimmen. Es gibt verschiedene Versionen des Eides.
Im Juli 2011 gab es im 112. Kongress der Vereinigten Staaten 235 Abgeordnete und 41 Senatoren, die den Eid unterschrieben haben. Zum Thema Steuererhöhungen schrieb ATR-Präsident Norquist 2009:
“Raising taxes is what politicians do when they don’t have the strength to actually govern. The taxpayer protection pledge was created in 1986 by Americans for Tax Reform as part of the effort to protect the lower marginal tax rates of Reagan’s Tax Reform Act of 1986. It has grown in importance as one of the few black-and-white, yes or no, answers that politicians are forced to give to voters before they ask for their vote.”
Der Taxpayer Protection Pledge ist zu einem wichtigen Wahlkampfinstrument geworden. Konservative und libertäre Wähler werden von politischen Kommentatoren, wie Dick Morris, offen aufgefordert, in den Vorwahlen nur Kandidaten zu unterstützen, die den Eid unterschrieben haben.

## Die Mittwochs-Meetings
Nach der Wahl Bill Clintons zum Präsidenten der USA begann ATR wöchentlich immer mittwochvormittags ein informelles Zusammentreffen konservativer Politiker zu organisieren, auf dem politische Strategien besprochen werden.
Das Mittwochs-Meeting der sog. Leave Us Alone Coalition aus Homeschooler, Waffenrechts- und Steueraktivisten wurde schnell zu einem festen Termin für konservative Politiker, Think Tanks, konservative Gruppen und Lobbygruppen und gilt heute als ein wichtiger Aspekt in der Entwicklung der sogenannten Tea-Party-Bewegung. Die Mittwochs-Meetings werden in der Regel von Grover Norquist geleitet.
Nach dem Vorbild des Washingtoner Mittwochs-Meetings haben sich in den USA auch andere konservative Gruppen organisiert und treffen sich ebenfalls mittwochs.

## Projekte
- Ronald Reagan Legacy Project, ein Projekt, das eine „angemessene“ öffentliche Würdigung des ehemaligen US-Präsidenten Ronald Reagan in jedem County der USA und jedem ehemals kommunistischen Land betreibt.[8]

- International Property Rights Index, ein Projekt, das den Schutz sog. „Eigentumsrechte“ misst und international vergleicht.[9]

- Cost of Government Day, ein vereinsinterner Gedenktag, bis zu dem nach der Berechnung der Organisation der Bürger für den Staat arbeitet (siehe Tax Freedom Day#Vereinigte Staaten).[10]

## Verbindung zu anderen Gruppen und Organisationen
ATR ist Mitglied der Cooler Heads Coalition, einer Frontgruppe der organisierten Klimaleugnerszene, die Klimaschutzmaßnahmen ablehnt und die Auswirkungen und den Nachweis der Existenz des Klimawandels bestreitet. Die Organisation trat auch schon als Co-Sponsor einer vom Heartland Institute ausgerichteten Klimawandelleugnerkonferenz auf.
Darüber hinaus bestehen Verbindungen zu bestimmten Projekten, die sich bestimmten Themen widmen, darunter die Anlegerschutzvereinigung The American Shareholders Association (ASA), die gewerkschaftskritische Alliance for Worker Freedom (AWF), und das marktfreundliche und regulierungskritische The Media Freedom Project (MFP).